# Pomnik księcia Józefa Poniatowskiego w Warszawie

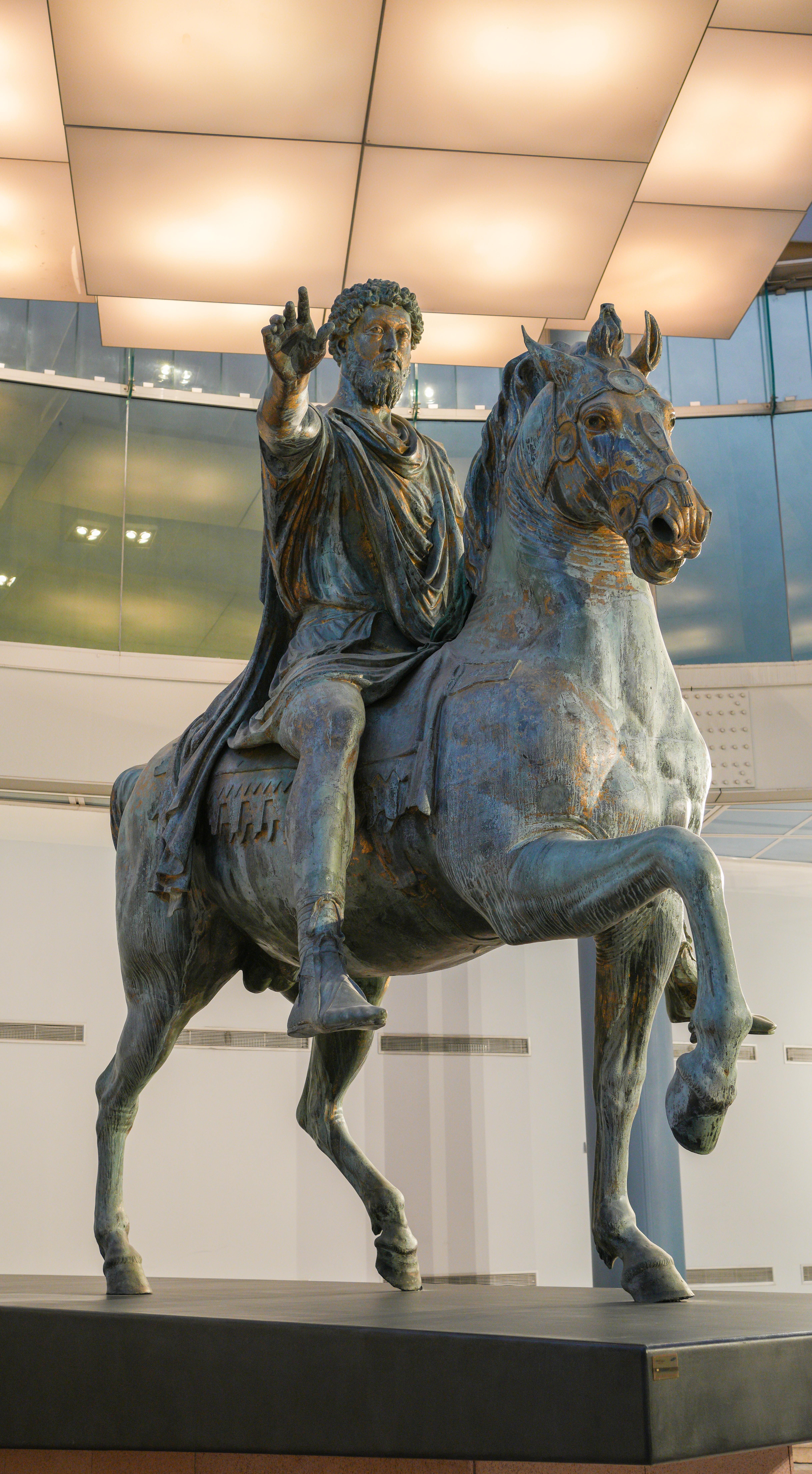
Pomnik konny Marka Aureliusza w Rzymie, na którym wzorował się Bertel Thorvaldsen

Pomnik księcia Józefa Poniatowskiego – pomnik konny znajdujący się w Warszawie przy ul. Krakowskie Przedmieście przed Pałacem Prezydenckim.
Pomnik przedstawia księcia Józefa Poniatowskiego siedzącego na koniu i trzymającego w prawym ręku miecz. Rzeźba dłuta Bertela Thorvaldsena była wzorowana na pomniku Marka Aureliusza na Kapitolu w Rzymie.

## Historia
Zbiórkę pieniędzy na pomnik rozpoczęto na początku 1814, kilka miesięcy po śmierci księcia w bitwie pod Lipskiem. Zgodę na postawienie monumentu w Warszawie uzyskała u cara Aleksandra I Anna z Tyszkiewiczów Potocka. Na czele Komitetu Budowy stanął Adam Jerzy Czartoryski.
Monument został zamówiony w 1818 u mieszkającego w Rzymie duńskiego rzeźbiarza Bertela Thorvaldsena. Ostateczną umowę podpisano w lipcu 1820 podczas wizyty Thorvaldsena w Warszawie. Pierwotną lokalizacją pomnika był plac Krasińskich, jednak podczas swojej wizyty w Warszawie w czerwcu 1829 car Mikołaj I zmienił ją na dziedziniec Pałacu Namiestnikowskiego przy Krakowskim Przedmieściu.
Z powodu wielu innych zleceń Thorvaldsen przystąpił do realizacji umowy dopiero w 1826, wykonując w Rzymie model rzeźby Poniatowskiego na koniu. Z powodów technicznych i logistycznych (konieczność wyschnięcia obu figur oraz transport drogą morską z Livorno przez Helsingør do Gdańska, gdzie model dotarł w październiku 1828 i spędził zimę w związku ze spodziewanym pogorszeniem się warunków żeglugi na Wiśle), został on zaprezentowany społeczeństwu dopiero w czerwcu 1829. Model wystawiono w specjalnej szopie wzniesionej obok sal redutowych Teatru Narodowego na placu Krasińskich.
Projekt nie został dobrze przyjęty przez część opinii publicznej, wywołując długą i burzliwą dyskusję. Zarzucano mu m.in. brak podobieństwa do Poniatowskiego, sztywność i statyczność; jednak największą krytykę wywołał antyczny kostium księcia. Spodziewano się bowiem ujrzeć walecznego żołnierza w polskim stroju narodowym, tymczasem Thorvaldsen, w swojej artystycznej wizji Poniatowskiego jako bohatera otoczonego wieczną sławą, wykorzystał klasyczny wzór konnego pomnika Marka Aureliusza w Rzymie i przedstawił go jako półnagiego rzymskiego wodza. Nie zgadzając się z romantycznymi poglądami Polaków, że monument powinien budzić uczucia i wspomnienia narodowe oraz być wyrazem prawdy historycznej, duński rzeźbiarz stwierdził, że nie lubi posyłać swoich dzieł do krajów, „gdzie nie ma poczucia sztuki”.
Przedstawiony przez Thorvaldsena projekt został jednak zrealizowany. Na podstawie modelu, w warszawskim zakładzie Klaudiusza i Emila Gregoire’ów przy ul. Długiej, w sierpniu 1830 rozpoczęto odlewanie pomnika. Prace zostały przerwane przez wybuch powstania listopadowego. Zostały ukończone w sierpniu 1832. W 1834 zgoda władz rosyjskich na ustawienie pomnika przed Pałacem Namiestnikowskim została jednak cofnięta w związku z sankcjami po upadku powstania. Komitet budowy pomnika planował ubieganie się w tej sytuacji o pozwolenie na jego ustawienie w Krakowie lub Jabłonnie. Jednak w październiku 1834 car Mikołaj I nakazał przewiezienie rzeźby wraz z modelem gipsowym do Twierdzy Modlin, rozliczenie się przez komitet z Thorvaldsenem i Gregoirami oraz przeznaczenie pozostałych środków na cele dobroczynne (przekazano je na budowę cmentarza prawosławnego na Woli).
Ponieważ przewiezienie ciężkiego monumentu do Modlina w całości było niemożliwe z powodu niedostatecznej wytrzymałości mostu i lodu na Wiśle, w 1836 został on rozebrany na części i przewieziony do twierdzy w 10 skrzyniach. W 1840, na rozkaz komendanta Iwana Dehna, pomnik zmontowano ponownie z okazji inspekcji twierdzy przez cara Mikołaja I. W czasie tej wizyty rosyjski monarcha podarował monument Iwanowi Paskiewiczowi. Pomnik został wywieziony tymczasowo do Dęblina, a stamtąd w 1842 do pałacu Paskiewiczów w Homlu. Został ustawiony na tarasie pałacu obok armat zdobytych w 1829 w czasie wojny rosyjsko-tureckiej. Pozostawiony w Modlinie gipsowy model prawdopodobnie uległ zniszczeniu.
W miejscu przeznaczonym pierwotnie pod pomnik Poniatowskiego, w lipcu 1870, w obecności cara Aleksandra II, uroczyście odsłonięto pomnik Iwana Paskiewicza autorstwa Mikołaja Pimienowa i Aleksandra von Bocka. Wybór miejsca miał dla społeczeństwa polskiego oczywistą wymowę. Monument został rozebrany w 1917.
Podejmowane w 1861, 1905 i 1917 próby odzyskania dzieła Thorvaldsena z Homla nie dały rezultatów.
Pomnik Poniatowskiego wrócił do Polski w marcu 1922, w ramach akcji rewindykacji zabytków i dzieł sztuki na mocy traktatu ryskiego. Stanął tymczasowo na dziedzińcu Zamku Królewskiego. Powołano Komitet Wzniesienia Pomnika ks. Poniatowskiego pod przewodnictwem premiera Antoniego Ponikowskiego. W kwietniu 1922 wskazał on cztery miejsca, w których mógł stanąć monument: przed Pałacem Namiestnikowskim, przed kościołem Wizytek, na placu Saskim oraz w Alejach Ujazdowskich. Ostatecznie 4,5-metrową rzeźbę przeniesiono w 1923 na plac Saski. Ustawiono ją na cokole projektu Aleksandra Bojemskiego przed pałacem Saskim i Grobem Nieznanego Żołnierza. Cokół został wykonany z płyt pochodzących z rozebranego pomnika Paskiewicza. Uroczystość odsłonięcia pomnika 3 maja 1923 była powiązana z przyjazdem i mianowaniem Marszałkiem Polski Ferdinanda Focha. Podczas uroczystości odsłonięcia pomnika grupa polskich wojskowych została odznaczona francuskimi orderami.
1 września 1940, w czasie uroczystości związanej z „pierwszą rocznicą rządów niemieckich”, pomnik został zasłonięty rusztowaniem z okolicznościową dekoracją. Wzbudziło to obawy mieszkańców Warszawy, że stanowi to przygotowanie do usunięcia monumentu, który podzieli los pomnika Fryderyka Chopina (został zniszczony przez Niemców 31 maja). 12 września na cokole umieszczono kartkę z napisem: Józiu, jeżeli chcesz uniknąć mego losu, podaj się za Volksdeutscha – Chopin.
W styczniu 1941 Niemcy nakazali komisarycznemu burmistrzowi Warszawy Julianowi Kulskiemu przestawienie pomnika w inne miejsce na terenie Warszawy. Do końca okresu okupacji to polecenie nie zostało jednak wykonane.
Monument został wysadzony w powietrze przez Niemców po powstaniu warszawskim, 16 grudnia 1944.
W kwietniu 1945, w ruinach fabryki Lilpop, Rau i Loewenstein, znaleziono fragmenty zniszczonego pomnika. Pomimo sprzeciwu Ministerstwa Kultury i Sztuki oraz prasy, w maju 1946 wysadzono w powietrze cokół monumentu. Z uwagi na zbyt silny ładunek dynamitu, w okolicy wypadły szyby z okien, uszkodzeniu uległ także dach pobliskiego gmachu Zachęty.
Nowy odlew rzeźby, wykonany w latach 1948–1951 według modelu z Muzeum Thorvaldsena w Kopenhadze wykonanego przez Paula Lauritza Rasmussena, podarowało Warszawie Królestwo Danii. Został odlany z przetopionych pozostałości po pomniku Wilhelma I ze Szczecina. 23 lutego 1952 pomnik ustawiono przed Starą Pomarańczarnią w Łazienkach Królewskich, a w 1965 przeniesiono na dziedziniec pałacu Rady Ministrów (Prezydenckiego), gdzie od 19 października 1965 znajduje się do dziś. Dwustopniowy cokół, zaprojektowany przez Zygmunta Stępińskiego, został obłożony sinostalowym piaskowcem ze Strzegomia.
Pozostałości oryginalnej rzeźby są eksponowane w parku Wolności przy Muzeum Powstania Warszawskiego.

## Galeria

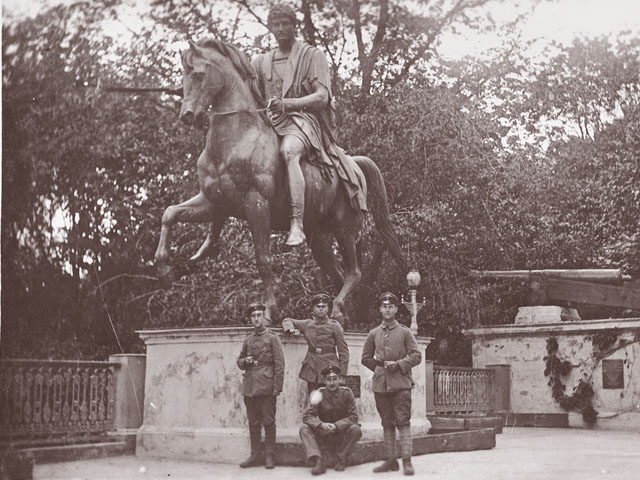
Monument Poniatowskiego na tarasie pałacu Paskiewicza w Homlu, 1918
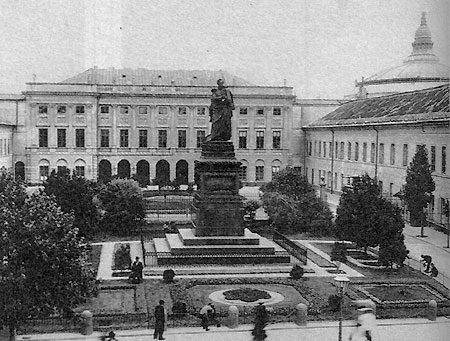
Pomnik Iwana Paskiewicza ustawiony w miejscu przeznaczonym na pomnik Poniatowskiego
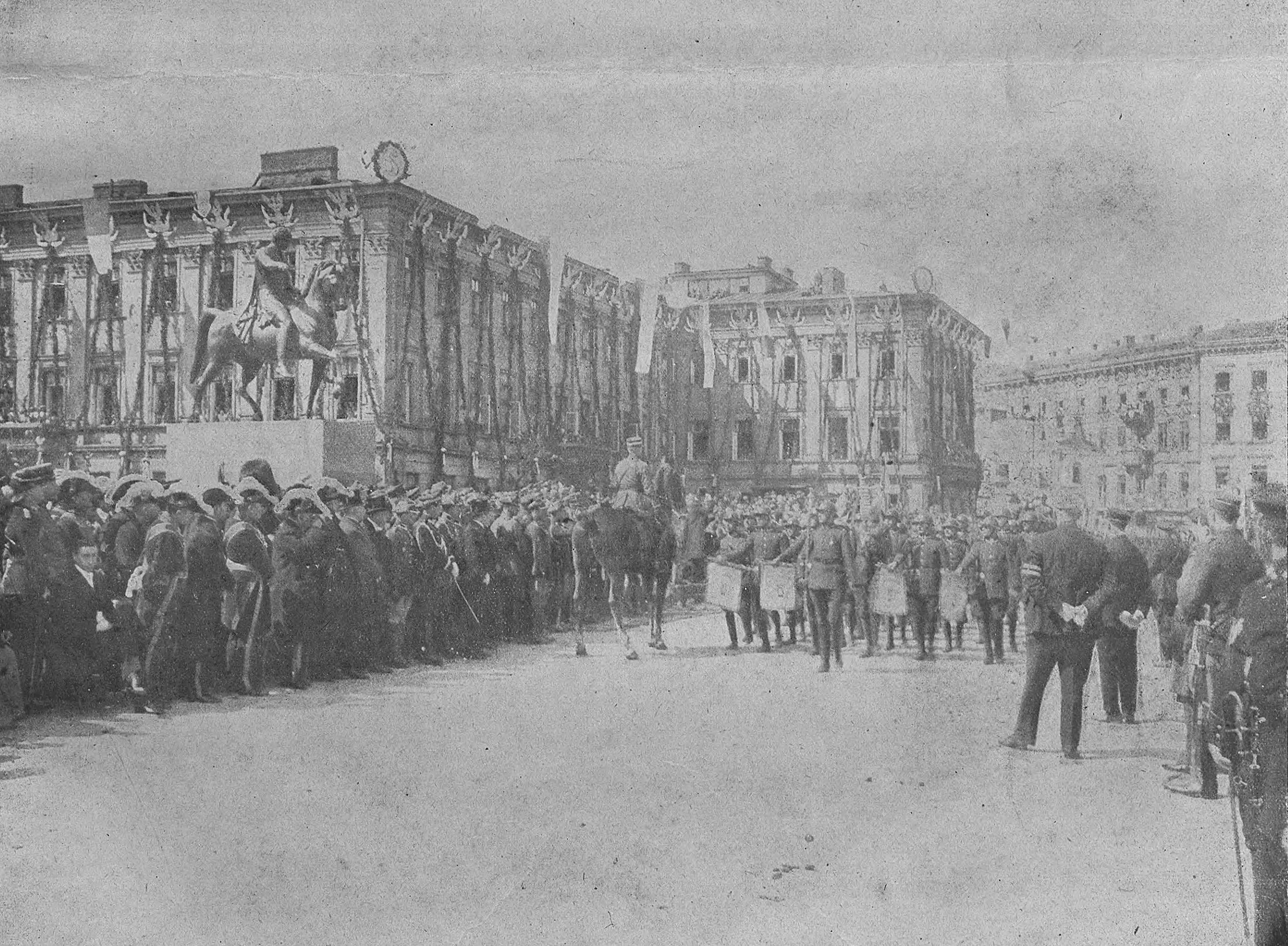
Defilada przy pomniku w dzień odsłonięcia monumentu na placu Saskim, 3 maja 1923
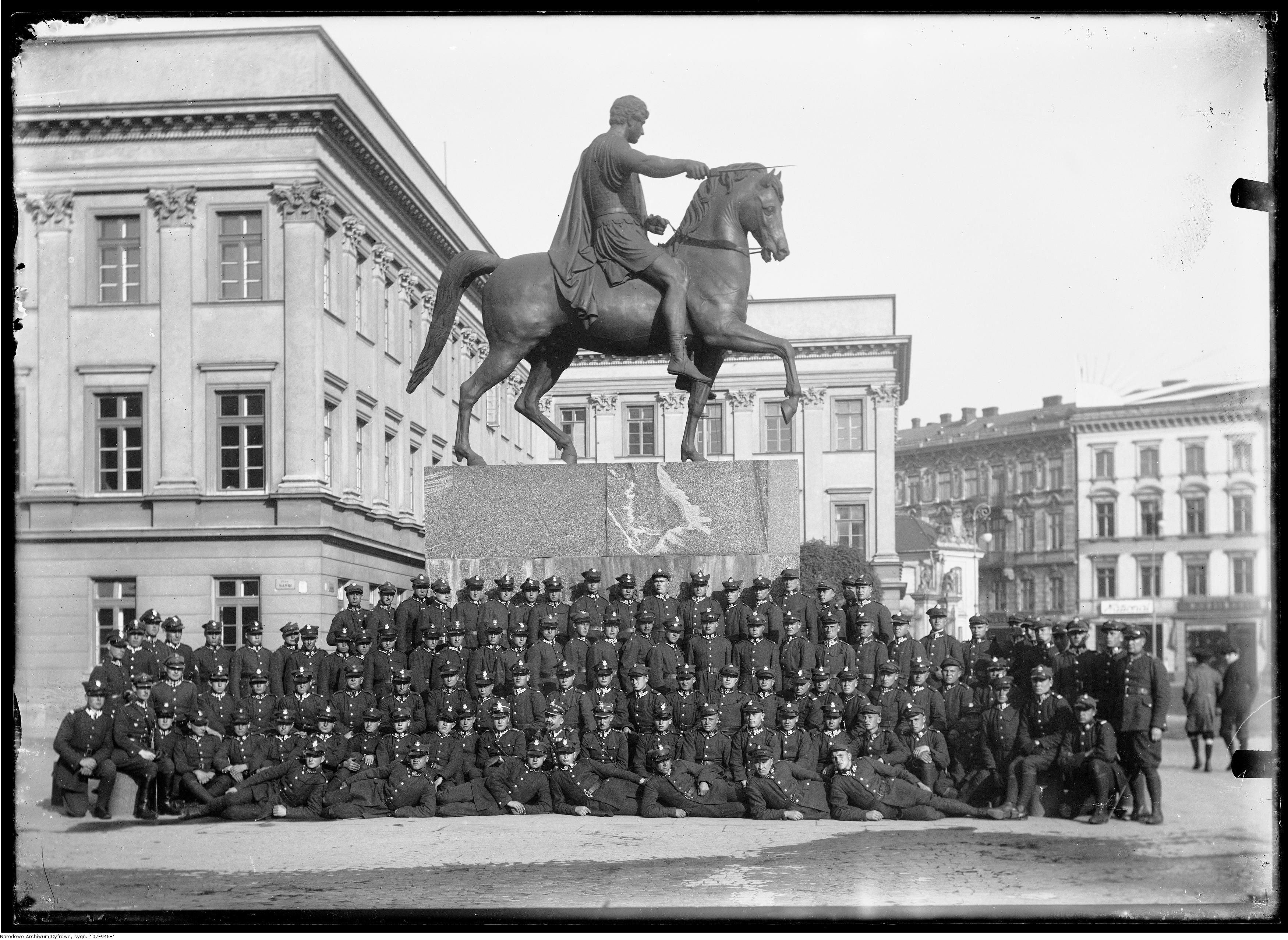
Pomnik przed pałacem Saskim, 1928
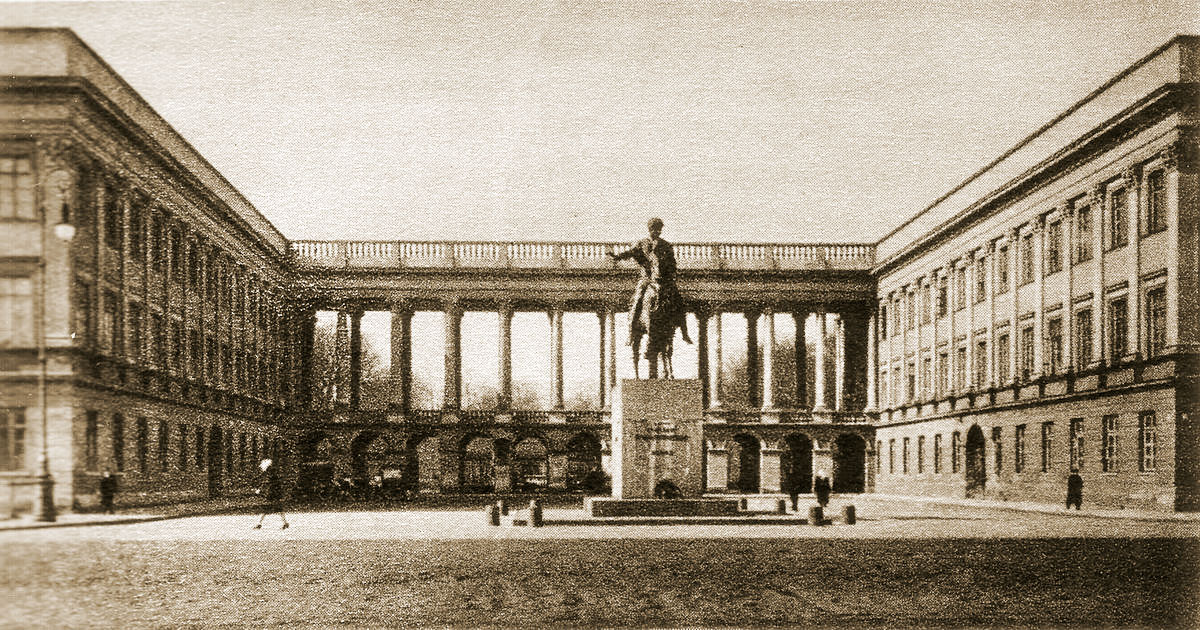
Monument na tle kolumnady pałacu Saskiego, lata 20. XX wieku
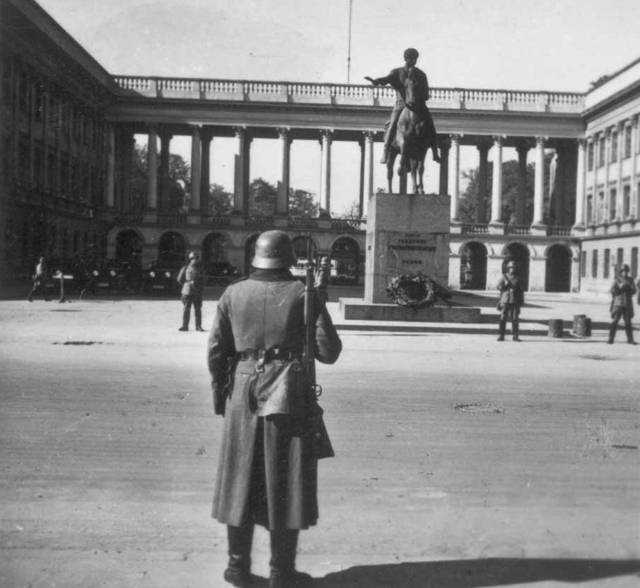
Pomnik podczas okupacji niemieckiej
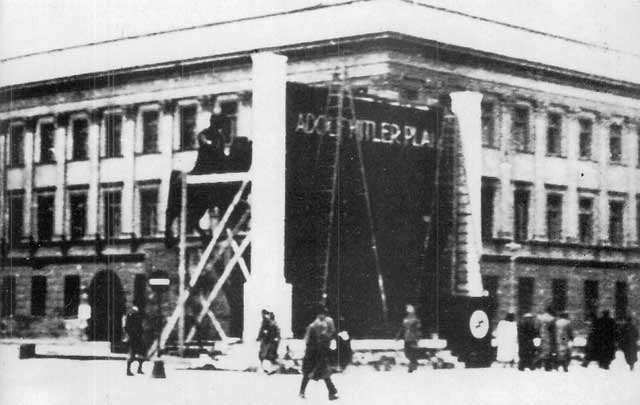
Niemcy zasłaniający pomnik przed uroczystościami „pierwszej rocznicy rządów niemieckich”, 30 sierpnia 1940
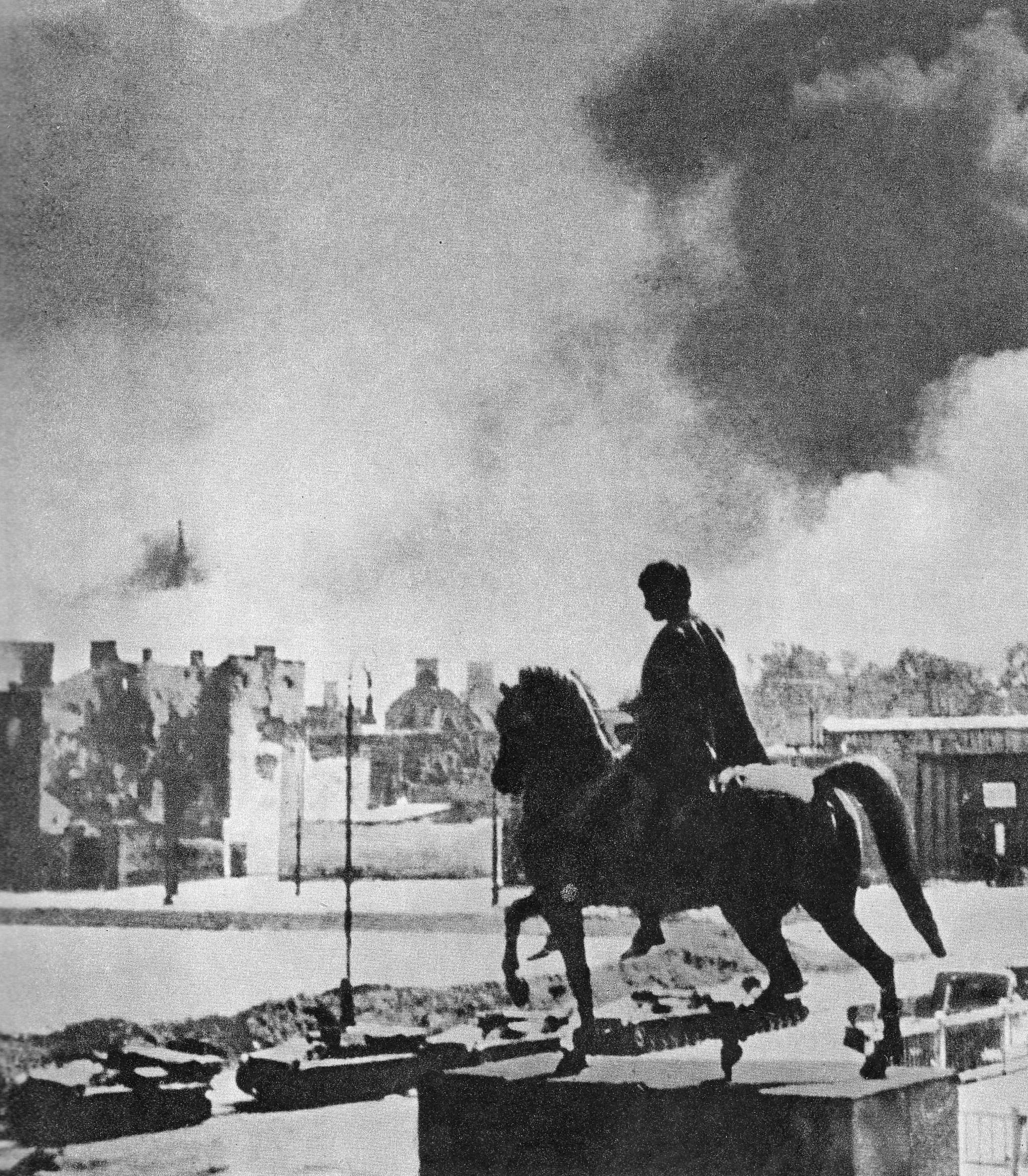
Monument podczas powstania warszawskiego, sierpień 1944
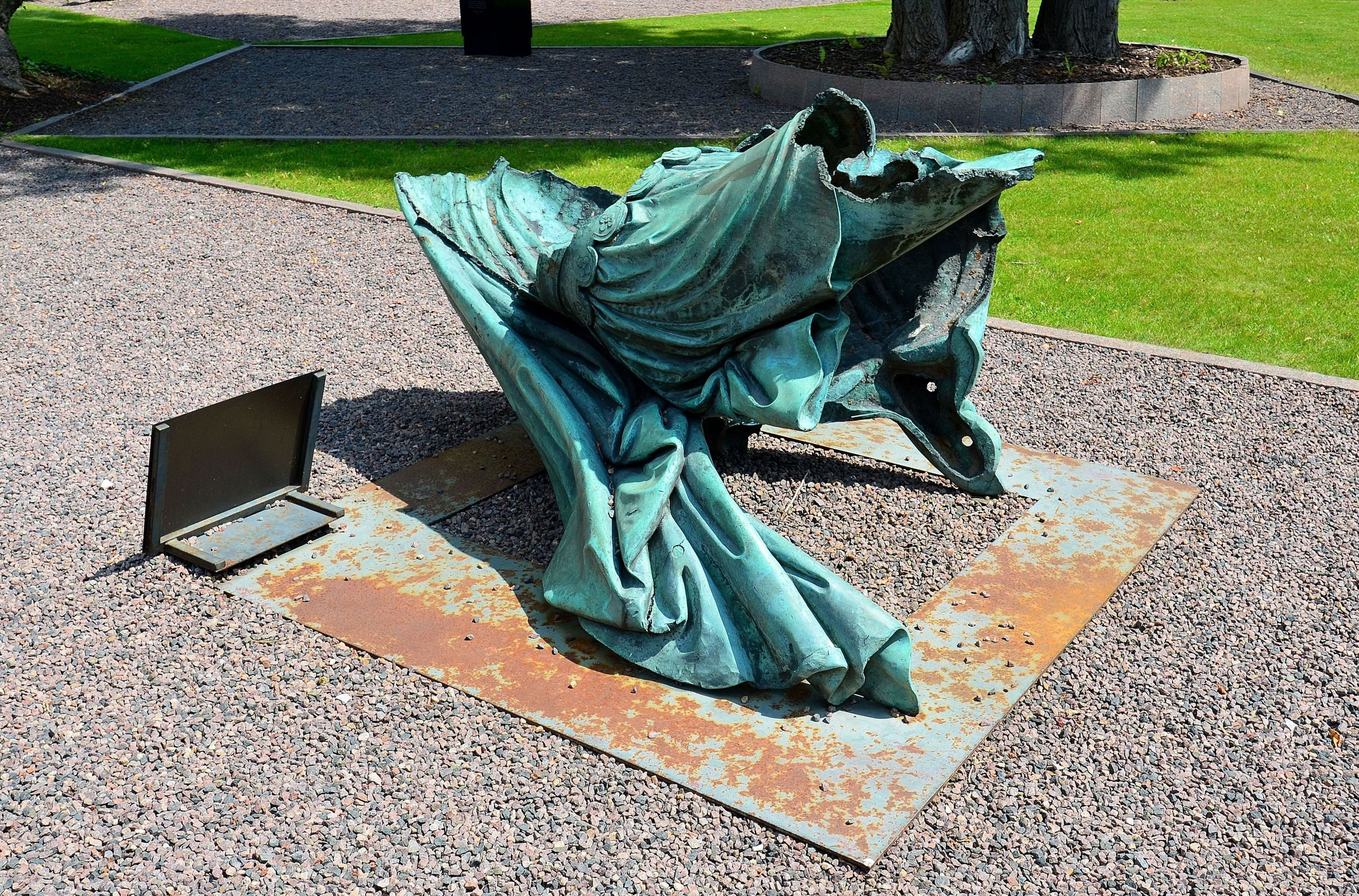
Fragment oryginalnego monumentu eksponowany w parku Wolności przy Muzeum Powstania Warszawskiego